# Ambient occlusion

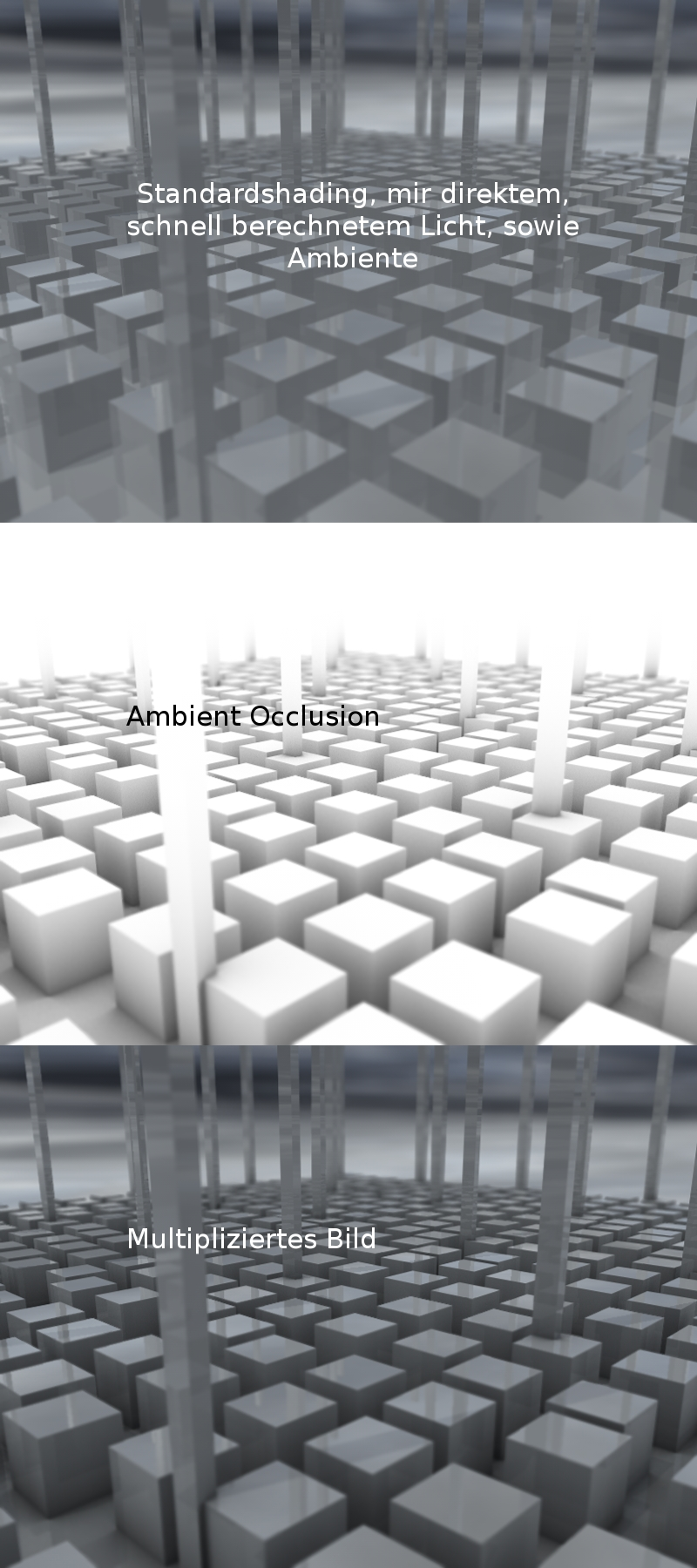
Використано моделі (зверху вниз): прямого освітлення, Ambient occlusion (AO) і комбінована модель AO і прямого освітлення.

Ambient occlusion (AO) — модель затінення, яка використовується в тривимірній графіці і дозволяє додати реалістичності зображення шляхом обчислення інтенсивності світла, що доходить до точки поверхні. На відміну від локальних методів, як, наприклад, затемнення за Фонгом, ambient occlusion є глобальним методом, тобто значення яскравості кожної точки об'єкта залежить від інших об'єктів сцени. В принципі, це досить віддалено нагадує глобальне освітлення.
Ambient occlusion найчастіше обчислюється шляхом побудови променів, що виходять з точки поверхні у всіх напрямках, з подальшою їх перевіркою на перетин з іншими об'єктами. Промені, що досягли фону або «неба», збільшують яскравість поверхні, в той час, як промені, які перетинають інші об'єкти, не додають яскравості. В результаті точки, оточені великою кількістю геометрії, промальовується як більш темні, а точки з малою кількістю геометрії у видимій півсфері — світлими.

## Реалізація
У додатках реального часу, таких як комп'ютерні ігри, ambient occlusion екранного простору (SSAO) або ambient occlusion оточення на горизонті (HBAO), можна використовувати як швидше наближення істинної ambient occlusion оточення, використовуючи глибину пікселя, а не геометрію сцени, щоб сформувати ambient occlusion карту. Проте, нові технології роблять реальну оклюзію реальністю навіть в режимі реального часу.
Навколишня ambient occlusion пов'язана з затінюванням доступності, яка визначає зовнішній вигляд, оснований на тому, як легко торкатися поверхні різними елементами (наприклад, брудом, світлом і т. д.). Його популяризували в анімації виробництва через його відносну простоту та ефективність. У промисловості ambient occlusion навколишнього світу часто називають «світлом неба».
Ambient occlusion належить до методів, заснованим на доступності елемента поверхні для різних факторів, таких як бруд, світло і т. Д. Він отримав популярність завдяки відносній простоті й досить високу ефективність. Часто AO також називають «sky light».
Модель AO сприяє кращому сприйняттю обсягу зображуваних об'єктів, ніж модель прямого освітлення.
Затемнення {\displaystyle A_{p}} у точці {\displaystyle p} поверхні з нормаллю {\displaystyle N} може бути розраховано шляхом інтегрування функції видимості по півсфері {\displaystyle \Omega } :
{\displaystyle A_{p}={\frac {1}{\pi }}\int \limits _{\Omega }V_{p,\omega }(N\cdot \omega )\,d\omega },
де {\textstyle V_{p,\omega }}- значення функції видимості у точці {\displaystyle p}, що дорівнює нулю, якщо промінь із {\displaystyle p} у напрямку {\displaystyle \omega } має перетин з об'єктом, і дорівнює одиниці в інших випадках. На практиці, для взяття цього інтеграла використовуються різні техніки: однією з найбільш часто використовуваних є метод Монте-Карло. Інший метод (більш повно використовує можливості апаратного прискорення) — рендеринг сцени з точки {\displaystyle p} з растеризуванням геометрії чисто чорним кольором на білому тлі. Усереднене значення яскравості отриманого кадру і є приблизне значення функції в даній точці. Цей спосіб — приклад збірного методу (метод зсередини-назовні), в той час, як інші підходи (такі, як depth-map ambient occlusion) використовують розсіювання (метод ззовні-всередину).
Крім значення затінення часто обчислюють додатковий вектор {\displaystyle N_{b}} («відхилена нормаль»), що показує зразковий напрям до відкритого (незатемненого) простору. Цей вектор може бути використаний для отримання освітлення з карти оточення. Однак бувають ситуації, коли вектор {\displaystyle N_{b}} показує аж ніяк не в напрямку максимального освітлення.
Зігнуту нормаль можна використовувати для пошуку падаючого випромінювання з карти оточення, щоб наблизити освітлення на основі зображення. Однак існують ситуації, коли напрямок зігнутої нормалі є спотворенням домінуючого напрямку освітлення, наприклад:

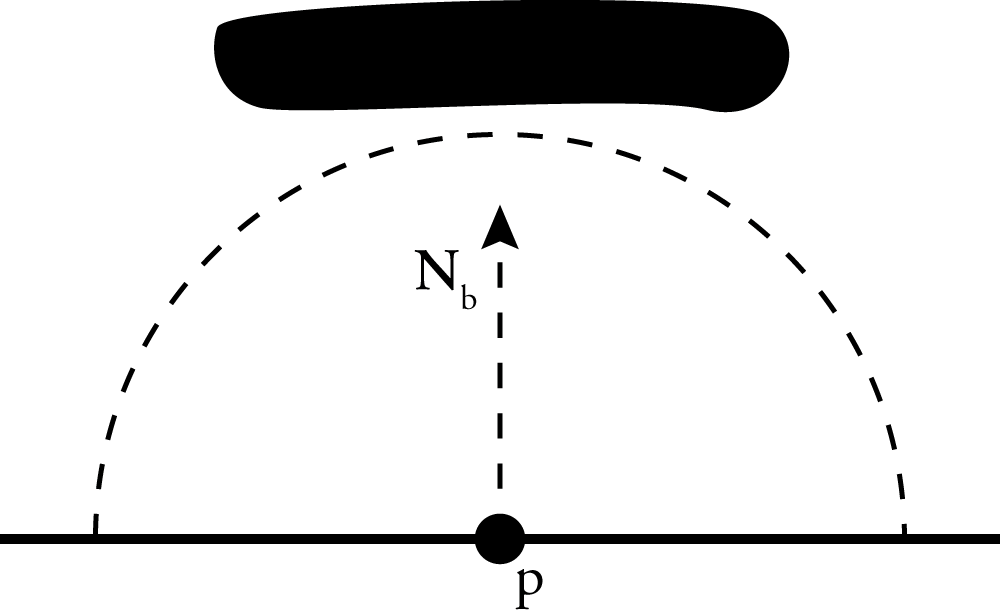
У цьому прикладі вигнута нормаль має невдалий напрямок, бо вона вказує на закриту поверхню.

У цьому прикладі світло може досягати точки {\displaystyle p} тільки з лівого або правого боку, але вигнуті точки нормалі вказують на середнє значення цих двох джерел, що, на жаль, прямує до перешкоди.

## Визнання
У 2010 році Гайден Ландіс, Кен МакГог і Гільмар Кох були нагороджені премією «Оскар» за науково-технічні досягнення за їх роботу по візуалізації ambient occlusion навколишнього середовища.